# بانتسه
بانتسه (به آلمانی: Bannetze) یک منطقهٔ مسکونی در آلمان است که در وینزن ان در آلر واقع شده‌است.